# Eugenio di Württemberg (1846)
Eugenio di Württemberg (tedesco: Herzog Wilhelm Eugen Georg August von Württemberg; Bückeburg, 20 agosto 1846 – 27 gennaio 1877) è stato un nobile tedesco e un ufficiale di stato maggiore del Württemberg.

## Biografia
Nacque a Bückeburg, secondogenito e primo figlio del duca Eugenio di Württemberg (1820-1875) e di sua moglie, la principessa Matilde di Schaumburg-Lippe (1818-1891). Eugenio crebbe a Carlsruhe, in Slesia. Studiò presso l'Università di Tubinga.

## Carriera militare
Nel 1866 entrò a far parte, come tenente, nell'esercito di Württemberg. Con il 3º Reggimento di Cavalleria, prese parte alla guerra austro-prussiana.
A settembre 1866, dopo la guerra, fino al 1870 lasciò il servizio militare per continuare i suoi studi e ha vissuto per un periodo a Parigi. Insieme con lo zio, il duca Guglielmo di Württemberg, intraprese, a partire dal luglio 1868 fino al gennaio 1869, un viaggio negli Stati Uniti.
Durante la guerra franco-prussiana, ha combattuto come tenente nelle battaglie di Mezieres, Chevilly, Mont Mesly e Villiers. Nel 1874 è stato nominato maggiore e il 1876 ufficiale di stato maggiore.

## Matrimonio
Eugenio è stato scelto da Carlo I di Württemberg (un suo lontano parente) come un marito per la Granduchessa Vera Konstantinovna di Russia, che era la nipote della regina Olga, moglie di Carlo, e loro figlia adottiva. Le nozze vennero celebrate l'8 maggio 1874, a Stoccarda. Vera era la figlia del granduca Konstantin Nikolaevič Romanov e di sua moglie, la principessa Alessandra di Sassonia-Altenburg.
La coppia ebbe tre figli:
- duca Carlo Eugenio di Württemberg (8 aprile 1875 - 11 novembre 1875);
- duchessa Elsa di Württemberg (1º marzo 1876 - 27 maggio 1936), sposò il principe Alberto di Schaumburg-Lippe (24 ottobre 1869-25 dicembre 1942). Ebbero quattro figli;
- duchessa Olga di Württemberg (1º marzo 1876 - 21 ottobre 1932), sposò il principe Massimiliano di Schaumburg-Lippe (13 marzo 1871 - 1º aprile 1904). Ebbero tre figli.

## Morte
Eugenio morì di una malattia improvvisa a soli 30 anni. Fu sepolto nella chiesa del castello di Stoccarda. Al momento della sua morte era prossimo nella linea al trono del Württemberg dopo il principe Guglielmo (futuro re Guglielmo II).

## Ascendenza
|                                          |                                    |                                                 | Genitori                                                      |  |  | Nonni |  |  | Bisnonni                           |  |  | Trisnonni                              |  |
|                                          |                                    |                                                 |                                                               |  |  |       |  |  | 8. Eugenio Federico di Württemberg |  |  | 16. Federico II Eugenio di Württemberg |  |
|                                          |                                    |                                                 |                                                               |  |  |       |  |  | 8. Eugenio Federico di Württemberg |  |  | 16. Federico II Eugenio di Württemberg |  |
|                                          |                                    | 17. Federica Dorotea di Brandeburgo-Schwedt     |                                                               |  |  |       |  |  | 8. Eugenio Federico di Württemberg |  |  |                                        |  |
| 4. Eugenio di Württemberg                |                                    |                                                 |                                                               |  |  |       |  |  | 8. Eugenio Federico di Württemberg |  |  |                                        |  |
|                                          |                                    | 9. Luisa di Stolberg-Gedern                     | 18. Cristiano Carlo di Stolberg-Gedern                        |  |  |       |  |  |                                    |  |  |                                        |  |
|                                          |                                    | 9. Luisa di Stolberg-Gedern                     | 18. Cristiano Carlo di Stolberg-Gedern                        |  |  |       |  |  |                                    |  |  |                                        |  |
|                                          |                                    | 9. Luisa di Stolberg-Gedern                     | 19. Eleonora di Reuss-Lobenstein                              |  |  |       |  |  |                                    |  |  |                                        |  |
| 2. Eugenio di Württemberg                |                                    | 9. Luisa di Stolberg-Gedern                     |                                                               |  |  |       |  |  |                                    |  |  |                                        |  |
|                                          |                                    | 10. Giorgio I di Waldeck e Pyrmont              | 20. Carlo Augusto Federico di Waldeck e Pyrmont               |  |  |       |  |  |                                    |  |  |                                        |  |
|                                          |                                    | 10. Giorgio I di Waldeck e Pyrmont              | 20. Carlo Augusto Federico di Waldeck e Pyrmont               |  |  |       |  |  |                                    |  |  |                                        |  |
|                                          |                                    | 10. Giorgio I di Waldeck e Pyrmont              | 21. Cristiana Enrichetta del Palatinato-Zweibrücken           |  |  |       |  |  |                                    |  |  |                                        |  |
| 5. Matilde di Waldeck e Pyrmont          |                                    | 10. Giorgio I di Waldeck e Pyrmont              |                                                               |  |  |       |  |  |                                    |  |  |                                        |  |
|                                          |                                    | 11. Augusta di Schwarzburg-Sondershausen        | 22. Cristiano Günther III di Schwarzburg-Sondershausen        |  |  |       |  |  |                                    |  |  |                                        |  |
|                                          |                                    | 11. Augusta di Schwarzburg-Sondershausen        | 22. Cristiano Günther III di Schwarzburg-Sondershausen        |  |  |       |  |  |                                    |  |  |                                        |  |
|                                          |                                    | 11. Augusta di Schwarzburg-Sondershausen        | 23. Carlotta Guglielmina di Anhalt-Bernburg                   |  |  |       |  |  |                                    |  |  |                                        |  |
| 1. Eugenio di Württemberg                |                                    | 11. Augusta di Schwarzburg-Sondershausen        |                                                               |  |  |       |  |  |                                    |  |  |                                        |  |
|                                          | 12. Filippo II di Schaumburg-Lippe | 24. Federico Ernesto di Lippe-Alverdissen       |                                                               |  |  |       |  |  |                                    |  |  |                                        |  |
|                                          | 12. Filippo II di Schaumburg-Lippe | 24. Federico Ernesto di Lippe-Alverdissen       |                                                               |  |  |       |  |  |                                    |  |  |                                        |  |
|                                          | 12. Filippo II di Schaumburg-Lippe | 25. Elisabetta Filippina di Friesenhausen       |                                                               |  |  |       |  |  |                                    |  |  |                                        |  |
| 6. Giorgio Guglielmo di Schaumburg-Lippe | 12. Filippo II di Schaumburg-Lippe |                                                 |                                                               |  |  |       |  |  |                                    |  |  |                                        |  |
|                                          |                                    | 13. Giuliana d'Assia-Philippsthal               | 26. Guglielmo d'Assia-Philippsthal                            |  |  |       |  |  |                                    |  |  |                                        |  |
|                                          |                                    | 13. Giuliana d'Assia-Philippsthal               | 26. Guglielmo d'Assia-Philippsthal                            |  |  |       |  |  |                                    |  |  |                                        |  |
|                                          |                                    | 13. Giuliana d'Assia-Philippsthal               | 27. Ulrica Eleonora d'Assia-Philippsthal-Barchfeld            |  |  |       |  |  |                                    |  |  |                                        |  |
| 3. Matilde di Schaumburg-Lippe           |                                    | 13. Giuliana d'Assia-Philippsthal               |                                                               |  |  |       |  |  |                                    |  |  |                                        |  |
|                                          |                                    | 14. Giorgio I di Waldeck e Pyrmont (= 10)       | 28. Carlo Augusto Federico di Waldeck e Pyrmont (= 20)        |  |  |       |  |  |                                    |  |  |                                        |  |
|                                          |                                    | 14. Giorgio I di Waldeck e Pyrmont (= 10)       | 28. Carlo Augusto Federico di Waldeck e Pyrmont (= 20)        |  |  |       |  |  |                                    |  |  |                                        |  |
|                                          |                                    | 14. Giorgio I di Waldeck e Pyrmont (= 10)       | 29. Cristiana Enrichetta del Palatinato-Zweibrücken (= 21)    |  |  |       |  |  |                                    |  |  |                                        |  |
| 7. Ida di Waldeck e Pyrmont              |                                    | 14. Giorgio I di Waldeck e Pyrmont (= 10)       |                                                               |  |  |       |  |  |                                    |  |  |                                        |  |
|                                          |                                    | 15. Augusta di Schwarzburg-Sondershausen (= 11) | 30. Cristiano Günther III di Schwarzburg-Sondershausen (= 22) |  |  |       |  |  |                                    |  |  |                                        |  |
|                                          |                                    | 15. Augusta di Schwarzburg-Sondershausen (= 11) | 30. Cristiano Günther III di Schwarzburg-Sondershausen (= 22) |  |  |       |  |  |                                    |  |  |                                        |  |
|                                          |                                    | 15. Augusta di Schwarzburg-Sondershausen (= 11) | 31. Carlotta Guglielmina di Anhalt-Bernburg (= 23)            |  |  |       |  |  |                                    |  |  |                                        |  |
|                                          |                                    | 15. Augusta di Schwarzburg-Sondershausen (= 11) |                                                               |  |  |       |  |  |                                    |  |  |                                        |  |

## Onorificenze
- Ordine della corona del Württemberg